# Legia Warszawa w Pucharze Ligi
Legia we wszystkich swoich występach zdobyła raz Puchar Ligi, w edycji 2001/02. W pierwszym finałowym meczu pokonała Wisłę Kraków 3:0 w Warszawie, a w rewanżu przegrała 1:2 w Krakowie. Z lepszym bilansem bramek Wojskowi zdobyli trofeum. Legioniści przegrali w finale dwa razy, w edycji 1999/00 z Polonią Warszawa 1:2 i z Dyskobolią Grodzisk Wielkopolski 1:4 w sezonie 2007/08.

## Legia Warszawa w Pucharze Ligi
| Sezon     | Runda   | Data                 | Przeciwnik                                           | Wynik            |
| --------- | ------- | -------------------- | ---------------------------------------------------- | ---------------- |
| 1952      | Grupa B |                      |                                                      |                  |
| 1952      | Grupa B | 6 kwietnia 1952      | Górnik Radlin – CWKS Warszawa                        | 0:1 (0:1)        |
| 1952      | Grupa B | 20 kwietnia 1952     | CWKS Warszawa – Budowlani Chorzów                    | 0:2 (0:1)        |
| 1952      | Grupa B | 27 kwietnia 1952     | Ogniwo MPK Kraków – CWKS Warszawa                    | 1:2 (0:2)        |
| 1952      | Grupa B | 4 maja 1952          | CWKS Warszawa – Włókniarz Łódź                       | 4:0 (2:0)        |
| 1952      | Grupa B | 11 maja 1952         | Kolejarz Poznań – CWKS Warszawa                      | 4:2 (2:1)        |
| 1952      | Grupa B | 17 maja 1952         | CWKS Warszawa – Ogniwo MPK Kraków                    | 2:3 (0:0)        |
| 1952      | Grupa B | 25 maja 1952         | Włókniarz Łódź – CWKS Warszawa                       | 1:2 (1:0)        |
| 1952      | Grupa B | 1 czerwca 1952       | CWKS Warszawa – Kolejarz Poznań                      | ?:? (?:?)        |
| 1952      | Grupa B | 20 kwietnia 1952     | Budowlani Chorzów – CWKS Warszawa                    | 2:0 (2:0)        |
| 1952      | Grupa B | 12 czerwca 1952      | CWKS Warszawa – Górnik Radlin                        | ?:? (?:?)        |
| 1977      | Grupa   | 28 maja 1977         | ŁKS Łódź – Legia Warszawa                            | 3:0 (0:0)        |
| 1977      | Grupa   | 4 czerwca 1977       | Legia Warszawa – Widzew Łódź                         | 0:1 (0:1)        |
| 1977      | Grupa   | 8 czerwca 1977       | Stal Mielec – Legia Warszawa                         | 1:1 (1:1)        |
| 1978      |         |                      | Legia nie brała udziału w rozgrywkach                |                  |
| 1999/2000 | 1 R     | 1 września 1999      | Ruch Chorzów – Legia Warszawa                        | 0:0 (0:0)        |
| 1999/2000 | 1 R     | 4 września 1999      | Legia Warszawa – Ruch Chorzów                        | 1:1 (1:1)        |
| 1999/2000 | 2 R     | 6 października 1999  | ŁKS Łódź – Legia Warszawa                            | 1:1 (1:1)        |
| 1999/2000 | 2 R     | 10 października 1999 | Legia Warszawa – ŁKS Łódź                            | 2:1 (0:0)        |
| 1999/2000 | 1/2     | 6 października 1999  | ŁKS Łódź – Legia Warszawa                            | 1:1 (1:1)        |
| 1999/2000 | 1/2     | 10 października 1999 | Legia Warszawa – ŁKS Łódź                            | 2:1 (0:0)        |
| 1999/2000 | F       | 25 kwietnia 2000     | Legia Warszawa – Polonia Warszawa (piłka nożna)      | 1:2 (1:1)        |
| 2000/2001 | 4 R     | 29 sierpnia 2000     | Legia Warszawa – GKS Katowice                        | 1:0 (0:0)        |
| 2000/2001 | 4 R     | 6 września 2000      | GKS Katowice – Legia Warszawa                        | 1:2 (1:1)        |
| 2000/2001 | 1/4     | 18 października 2000 | Legia Warszawa – Wisła Kraków                        | 1:1 (0:1)        |
| 2000/2001 | 1/4     | 26 listopada 2000    | Wisła Kraków – Legia Warszawa                        | 3:1 (0:1)        |
| 2001/2002 | 4 R     | 29 sierpnia 2001     | Legia Warszawa – Górnik Zabrze                       | 1:1 (0:0)        |
| 2001/2002 | 4 R     | 3 października 2001  | Górnik Zabrze – Legia Warszawa                       | 1:1 (1:1) k. 3:5 |
| 2001/2002 | 1/4     | 27 marca 2002        | Odra Wodzisław Śląski – Legia Warszawa               | 1:0 (1:0)        |
| 2001/2002 | 1/4     | 22 kwietnia 2002     | Legia Warszawa – Odra Wodzisław Śląski               | 3:1 (1:0)        |
| 2001/2002 | 1/2     | 15 maja 2002         | RKS Radomsko – Legia Warszawa                        | 0:1 (0:0)        |
| 2001/2002 | 1/2     | 22 kwietnia 2002     | Legia Warszawa – RKS Radomsko                        | 2:0 (0:0)        |
| 2001/2002 | F       | 22 maja 2002         | Legia Warszawa – Wisła Kraków                        | 3:0 (1:0)        |
| 2001/2002 | F       | 26 maja 2002         | Wisła Kraków – Legia Warszawa                        | 2:1 (1:0)        |
| 2006/2007 | Grupa C | 27 listopada 2006    | KP Legia Warszawa – Wisła Płock                      | 0:0 (0:0)        |
| 2006/2007 | Grupa C | 1 grudnia 2006       | KP Legia Warszawa – GKS Bełchatów                    | 3:1 (1:1)        |
| 2006/2007 | Grupa C | 24 lutego 2007       | KP Legia Warszawa – ŁKS Łódź                         | 2:0 (1:0)        |
| 2006/2007 | Grupa C | 27 lutego 2007       | Wisła Płock – KP Legia Warszawa                      | 0:1 (0:1)        |
| 2006/2007 | Grupa C | 6 marca 2007         | GKS Bełchatów – KP Legia Warszawa                    | 3:0 (1:0)        |
| 2006/2007 | Grupa C | 23 marca 2007        | ŁKS Łódź – KP Legia Warszawa                         | 1:2 (1:0)        |
| 2006/2007 | 1/4     | 29 maja 2007         | Górnik Łęczna – KP Legia Warszawa                    | 2:2 (0:0)        |
| 2006/2007 | 1/4     | 1 czerwca 2007       | KP Legia Warszawa – Górnik Łęczna                    | 0:2 (0:0)        |
| 2007/2008 | Grupa A | 18 września 2007     | KP Legia Warszawa – Ruch Chorzów                     | 0:0 (0:0)        |
| 2007/2008 | Grupa A | 14 października 2007 | ŁKS Łódź – KP Legia Warszawa                         | 0:1 (0:0)        |
| 2007/2008 | Grupa A | 24 października 2007 | Dyskobolia Grodzisk Wielkopolski – KP Legia Warszawa | 3:3 (3:3)        |
| 2007/2008 | Grupa A | 15 listopada 2007    | KP Legia Warszawa – Dyskobolia Grodzisk Wielkopolski | 0:0 (0:0)        |
| 2007/2008 | Grupa A | 27 listopada 2007    | Ruch Chorzów – KP Legia Warszawa                     | 0:1 (0:0)        |
| 2007/2008 | Grupa A | 4 grudnia 2007       | KP Legia Warszawa – ŁKS Łódź                         | 2:0 (0:0)        |
| 2007/2008 | 1/4     | 26 lutego 2008       | Polonia Bytom – KP Legia Warszawa                    | 0:2 (0:0)        |
| 2007/2008 | 1/4     | 4 marca 2008         | KP Legia Warszawa – Polonia Bytom                    | 2:2 (0:1)        |
| 2007/2008 | 1/2     | 19 marca 2008        | KP Legia Warszawa – Wisła Kraków                     | 1:1 (1:0)        |
| 2007/2008 | 1/2     | 4 marca 2008         | Wisła Kraków – KP Legia Warszawa                     | 0:1 (0:0)        |
| 2007/2008 | F       | 17 maja 2008         | KP Legia Warszawa – Dyskobolia Grodzisk Wielkopolski | 1:4 (0:3)        |
| 2008/2009 | Grupa D | 2 września 2008      | Polonia Warszawa (piłka nożna) – KP Legia Warszawa   | 3:0 (v.o.)       |
| 2008/2009 | Grupa D | 5 września 2008      | KP Legia Warszawa – ŁKS Łódź                         | 3:0 (3:0)        |
| 2008/2009 | Grupa D | 10 października 2008 | Jagiellonia Białystok – KP Legia Warszawa            | 1:1 (1:0)        |
| 2008/2009 | Grupa D | 10 października 2008 | KP Legia Warszawa – Polonia Warszawa (piłka nożna)   | 4:0 (1:0)        |
| 2008/2009 | Grupa D | 18 listopada 2008    | ŁKS Łódź – KP Legia Warszawa                         | 2:3 (1:2)        |
| 2008/2009 | Grupa D | 25 listopada 2008    | KP Legia Warszawa – Jagiellonia Białystok            | 2:1 (1:0)        |
| 2008/2009 | 1/4     | 20 lutego 2009       | GKS Bełchatów – KP Legia Warszawa                    | 1:1 (0:0)        |
| 2008/2009 | 1/4     | 27 marca 2009        | KP Legia Warszawa – GKS Bełchatów                    | 1:2 (1:0)        |

## Tabele grupowe

### Sezon 1952
Grupa II
| M | Nazwa klubu     | Mecze | Punkty | Bramki |
| 1 | Cracovia        | 10    | 16     | 22-14  |
| 2 | AKS Chorzów     | 10    | 14     | 20-9   |
| 3 | Kolejarz Poznań | 10    | 12     | 22-16  |
| 4 | Legia Warszawa  | 10    | 10     | 19-18  |
| 5 | Górnik Radlin   | 10    | 7      | 11-16  |
| 6 | ŁKS Łódź        | 10    | 1      | 9-30   |

Legenda:
|  | prawo gry w finale            |
|  | prawo gry w meczu o 3 miejsce |
|  | prawo gry w meczu o 5 miejsce |

### Sezon 2006/2007
Grupa C
| Drużyna        | Mecze | Pkt | Wyg | Rem | Por | BrZd | BrStr |
| -------------- | ----- | --- | --- | --- | --- | ---- | ----- |
| Legia Warszawa | 6     | 13  | 4   | 1   | 1   | 8    | 5     |
| GKS Bełchatów  | 6     | 12  | 4   | 0   | 2   | 16   | 8     |
| ŁKS Łódź       | 6     | 6   | 2   | 0   | 4   | 8    | 12    |
| Wisła Płock    | 6     | 4   | 1   | 1   | 4   | 3    | 10    |

### Sezon 2007/2008
Grupa A
| Drużyna                          | Pkt | M | Z | R | P | Br+ | Br- | +/- |
| -------------------------------- | --- | - | - | - | - | --- | --- | --- |
| Legia Warszawa                   | 12  | 6 | 3 | 3 | 0 | 7   | 3   | +4  |
| Dyskobolia Grodzisk Wielkopolski | 9   | 6 | 2 | 3 | 1 | 8   | 7   | +1  |
| Ruch Chorzów                     | 8   | 6 | 2 | 2 | 2 | 7   | 6   | +1  |
| ŁKS Łódź                         | 2   | 6 | 0 | 2 | 4 | 5   | 11  | -6  |

### Sezon 2008/2009
Grupa D
| Drużyna               | Pkt | M | Z | R | P | Br+ | Br- | +/- |
| --------------------- | --- | - | - | - | - | --- | --- | --- |
| Legia Warszawa        | 13  | 6 | 4 | 1 | 1 | 13  | 7   | +6  |
| Polonia Warszawa      | 11  | 6 | 3 | 2 | 1 | 7   | 6   | +1  |
| Jagiellonia Białystok | 8   | 6 | 2 | 2 | 2 | 10  | 8   | +2  |
| ŁKS Łódź              | 1   | 6 | 0 | 1 | 5 | 6   | 15  | -9  |